# Chủ tịch Ủy ban Quân sự Trung ương (Trung Quốc)
Chủ tịch Ủy ban Quân sự Trung ương (tiếng Trung: 中央军事委员会主席) có trách nhiệm về mặt tổng thể đối với Ủy ban Quân sự Trung ương, phục vụ với tư cách là tổng tư lệnh của Quân Giải phóng Nhân dân. Viên chức thường là Tổng Bí thư Đảng Cộng sản Trung Quốc hoặc Chủ tịch Ủy ban Trung ương Đảng Cộng sản Trung Quốc.
Theo Chương 3, Phần 4 của Hiến pháp Cộng hòa Nhân dân Trung Hoa, "Ủy ban Quân sự Trung ương Cộng hòa Nhân dân Trung Hoa chỉ đạo các lực lượng vũ trang của đất nước. Ủy ban Quân sự Trung ương tạo thành bởi những điều sau đây: Chủ tịch; Phó Chủ tịch và các Ủy viên". Nhiệm kỳ của Ủy ban Quân sự Trung ương tương đương với nhiệm kỳ của Đại hội đại biểu Nhân dân toàn quốc. Hai người hiện nay làm Phó Chủ tịch.
Chủ tịch CMC là thống lĩnh của các lực lượng quân sự lớn nhất thế giới, Quân Giải phóng Nhân dân, Lực lượng Cảnh sát Vũ trang Nhân dân và Dân quân. Theo nguyên tắc "Đảng chỉ huy súng", viên chức của chức vụ này cũng sẽ đảm đương trách nhiệm của tổ chức tương ứng nhà nước.

## Danh sách Chủ tịch

### Ủy ban Quân sự Trung ương Đảng Cộng sản Trung Quốc
Những người sau đây đã giữ chức vụ Chủ tịch của Ủy ban Quân sự Trung ương Đảng Cộng sản Trung Quốc:
- Trương Quốc Đảo, tháng 12 năm 1925 – tháng 9 năm 1926 (với tư cách là Trưởng Ban Quân sự Trung ương Đảng Cộng sản Trung Quốc)
- Chu Ân Lai, tháng 9 năm 1926 – tháng 10 năm 1928 (với tư cách là Bí thư Ủy ban Quân sự Trung ương Đảng Cộng sản Trung Quốc)
- Dương Ân, tháng 10 năm 1928 – tháng 9 năm 1929 (với tư cách là Trưởng Ban Quân sự Trung ương Đảng Cộng sản Trung Quốc)
- Chu Ân Lai, tháng 9 năm 1929 – tháng 3 năm 1930 (với tư cách là Trưởng Ban Quân sự Trung ương Đảng Cộng sản Trung Quốc)
- Quan Hướng Ứng, tháng 3 năm 1930 – tháng 8 năm 1930 (với tư cách là Bí thư Ủy ban Quân sự Trung ương Đảng Cộng sản Trung Quốc)
- Chu Ân Lai, tháng 8 năm 1930 – tháng 6 năm 1931 (với tư cách là Bí thư Ủy ban Quân sự Trung ương Đảng Cộng sản Trung Quốc)
- Lý Phú Xuân, tháng 6 năm 1931 – tháng 1 năm 1932 (với tư cách là Trưởng Ban Quân sự Trung ương Đảng Cộng sản Trung Quốc)
- Hạng Anh, tháng 1 năm 1931 – tháng 10 năm 1931 (với tư cách là Chủ tịch Ủy ban Quân sự Cách mạng Trung ương Xô viết Trung Hoa; tiếng Trung: 中华苏维埃中央革命军事委员会)
- Chu Đức, tháng 10 năm 1931 – tháng 12 năm 1936 (với tư cách là Chủ tịch Ủy ban Quân sự Cách mạng Trung ương của Cộng hòa Xô viết Trung Hoa; tiếng Trung: 中华苏维埃共和国中央革命军事委员会)
- Mao Trạch Đông, tháng 12 năm 1936 – tháng 10 năm 1949
  - Bị bãi bỏ, tháng 10 năm 1949 – tháng 9 năm 1954
- Mao Trạch Đông, tháng 9 năm 1954 – tháng 9 năm 1976 (cũng là Chủ tịch Ủy ban Trung ương Đảng Cộng sản Trung Quốc)
- Hoa Quốc Phong, tháng 10 năm 1976 – tháng 6 năm 1981 (cũng là Chủ tịch Ủy ban Trung ương Đảng Cộng sản)
- Đặng Tiểu Bình, tháng 6 năm 1981 – tháng 11 năm 1989
- Giang Trạch Dân, tháng 11 năm 1989 – tháng 9 năm 2004 (cũng là Tổng Bí thư Đảng Cộng sản Trung Quốc)
- Hồ Cẩm Đào, 19 tháng 9 năm 2004 – 15 tháng 11 năm 2012 (cũng là Tổng Bí thư Đảng Cộng sản)
- Tập Cận Bình, 15 tháng 11 năm 2012 – hiện nay (cũng là Tổng Bí thư Đảng Cộng sản)

### Ủy ban Quân sự Trung ương Cộng hòa Nhân dân Trung Hoa
Những người sau đây đã giữ chức vụ Chủ tịch của Ủy ban Quân sự Trung ương Cộng hòa Nhân dân Trung Hoa:
- Mao Trạch Đông, tháng 10 năm 1949 – tháng 9 năm 1954 (với tư cách là Chủ tịch Ủy ban Quân sự Cách mạng Nhân dân của Chính phủ Nhân dân Trung ương)
- Mao Trạch Đông, tháng 9 năm 1954 – tháng 4 năm 1959 (với tư cách là Chủ tịch nước và Chủ tịch Ủy ban Quốc phòng Cộng hòa Nhân dân Trung Hoa)
- Lưu Thiếu Kỳ, tháng 4 năm 1959 – tháng 10 năn 1968 (với tư cách là Chủ tịch nước và Chủ tịch Ủy ban Quốc phòng Cộng hòa Nhân dân Trung Hoa)
  - Khuyết, tháng 10 năm 1968 – tháng 1 năm 1975
  - Bị bãi bỏ, tháng 1 năm 1975 – tháng 12 năm 1982
- Đặng Tiểu Bình, tháng 6 năm 1983 – tháng 4 năm 1990 (cũng là Chủ tịch Ủy ban Quân sự Trung ương Đảng Cộng sản)
- Giang Trạch Dân, tháng 4 năm 1990 – tháng 3 năm 2005 (cũng là Chủ tịch Ủy ban Quân sự Trung ương Đảng Cộng sản)
- Hồ Cẩm Đào, tháng 3 năm 2005 – 14 tháng 3 năm 2013 (cũng là Chủ tịch Ủy ban Quân sự Trung ương Đảng Cộng sản)
- Tập Cận Bình, 14 tháng 3 năm 2013 – hiện nay (cũng là Chủ tịch Ủy ban Quân sự Trung ương Đảng Cộng sản)